# محمد جابر العطا
محمد جابر محمد العطا (1962 - ) مهندس عراقي، اُنتخبَ محافظاً لمحافظة بغداد يوم 14 تشرين الأول سنة 2019، بعد أن رشّحَهُ ائتلاف دولة القانون، كما رشّحَهُ الائتلاف عضواً لمجلس محافظة بغداد وكان عضو مجلس رعاية السجناء والمعتقلين سنة 2008، وأصبح نائب رئيس مكتب الأعمار في مجلس المحافظة، وترأس هيئة خدمات بغداد، مراقباً ومشرفاً على أعمال أمانة بغداد. والد محمد جابر هو الطبيب جابر العطا، الذي كان من حزب الدعوة، وأخت محمد هي سحر جابر. حصل على الماجستير من جامعة بغداد لأطروحته "اهتزاز الأرضيات الخرسانية المسلحة المركبة تحت تأثير خطى الإنسان"، نوقشت يوم 22 أيلول، سنة 2011.